# Psychosociale hulpverlening
Psychosociale hulpverlening (PSH) betekent alle ondersteuning en zorg die gericht is op het psychisch welzijn en de gezondheid van getroffenen van rampen of crises. Het gaat zowel om ondersteuning en zorg in de acute fase van de gebeurtenis als tijdens het herstel in de periode daarna, de nafase. Psychosociale hulp kan verleend worden aan de maatschappij als geheel of aan een individu.

## Doelen
De doelen van psychosociale hulp kunnen samengevat worden als:
1. Bijdragen aan een gevoel van controle, veiligheid, geruststelling, zelfredzaamheid van individu en gemeenschap, sociale verbondenheid en hoop
2. Tijdig signaleren wie hulp nodig heeft (triage) en blijvend inspelen op actuele behoeften en (psychische) problemen
3. Anticiperen op risicofactoren, waaronder bronnen van stress

## Onderdelen
PSH ondersteunt waar nodig de veerkracht van getroffenen om zo de met het incident of de ramp samenhangende psychosociale klachten en/of gezondheidsproblemen te verminderen of voorkomen. Reductie van (extra) stress en het bieden van handvatten om met de stress om te gaan, zijn daarin cruciaal. PSH is daardoor veelomvattend. Op basis van de mogelijke reacties, behoeften en problemen van getroffenen kan de PSH verder worden onderverdeeld in:
1. Basishulp (veiligheid, medische zorg, eten, drinken, medicatie, onderdak)
2. Informatie (over de gebeurtenis, de stand van zaken, het lot van dierbaren, mogelijke stressreacties)
3. Emotionele en sociale steun (luisterend oor, betrokkenheid, erkenning)
4. Praktische hulp (administratie, huishouden, juridisch advies, financiële ondersteuning)
5. Zorg bij gezondheidsklachten (preventie, signaleren, diagnose en behandeling)

Het wegnemen van stressbronnen is ook een belangrijk onderdeel van PSH. Daarom worden basishulp, informatie en praktische hulp ook genoemd. Hoewel dit vaak aparte processen zijn, draagt het allemaal bij aan psychisch welbevinden. Het laatste onderdeel: ‘zorg bij gezondheidsklachten’ is de aansluiting met Gezondheidsonderzoek na Rampen (GOR). Heel vaak ligt er een koppeling tussen gezondheidsonderzoek en PSH, bijvoorbeeld door onderzoek te doen naar risicofactoren.

## PSH in Nederland

### Rollen en taken
De brede definitie van PSH, zoals hierboven beschreven, maakt dat er meerdere disciplines mee te maken hebben. Het is een multidisciplinair proces van gezamenlijke verantwoordelijkheden bij ministeries, gemeenten en zorgpartijen. De organisatie of het speelveld in Nederland is echter zo dat basishulp, informatie en praktische hulp voornamelijk verantwoordelijkheden van de gemeente zijn. Emotionele & sociale steun en zorg bij gezondheidsklachten zijn de verantwoordelijkheid van de GGD'en.